# Adrián Arnau
Adrián Arnau Santos (Sevilla, 2 de diciembre de 1985) es un periodista, reportero y presentador de informativos español especializado en reporterismo e información en radio y televisión. 

## Biografía
Es licenciado en Ciencias de la Información, rama de Periodismo y máster de Radio por la Facultad de Ciencias de la Información (Universidad Complutense de Madrid). Empezó su trayectoria profesional en 2008 como becario en la sección de volcado de la edición digital del diario El Mundo, entre los meses de enero y febrero de ese año. 

### Primeros años en la radio: aterrizaje en RNE (2010-2014)
Dos años después, en junio de 2010, fue colaborador del programa De viaje en Intereconomía. Al finalizar su etapa en Intereconomía, ejerció de profesor asistente en el curso de Locución Radiofónica en el Instituto RTVE, en julio de 2010. Posteriormente, entre julio y septiembre de 2010, pasó a formar parte de la redacción de Radio Exterior de España en el programa Españoles en el exterior, presentado por Juan Roldán y Adoración Fernández.
Año y medio después, entre febrero y mayo de 2012, entró como redactor del programa Paisajes y sabores, presentado por Juan Roldán en Radio Exterior. Después, entre agosto y septiembre de 2012, formó parte del programa Asuntos propios de Radio 1, presentado por Toni Garrido y donde coincide con periodistas como Quique Peinado o Jorge Ponce. Seguidamente, entre septiembre y octubre de 2012, pasó por los micrófonos de El diario de las 2 en RNE, bajo la dirección de Alejandro Alcalde.
Entre febrero y septiembre de 2013, inició nueva etapa en RNE, como redactor de informativos del programa El día menos pensado. Después, entre septiembre de 2013 y febrero de 2014, fue redactor de informativos en el turno de noche de Las mañanas de RNE, primero a las órdenes de Manolo H. H. y después con Alfredo Menéndez, etapa en la que se especializa en contenidos económicos y culturales.

### Periodismo digital y reporterismo de crónica social (2015-2017)
Tras finalizar su etapa en RNE, fue primero redactor - colaborador de la revista Vice, entre junio y noviembre de 2015 y después, editor jefe de Actualidad Informativa de la revista digital Código Nuevo, entre septiembre de 2016 y enero de 2017, etapa en la que introduciría el periodismo de investigación en la agenda de esta revista digital. Entre sus trabajos, destacaron coberturas de asuntos de crónica social como prostitución, neonazismo o sicariato.

### Regreso a la radiotelevisión pública: de RNE Murcia a TVE Andalucía (2017-2020)
Tras dejar Código Nuevo, regresó a RTVE como editor y presentador del Informativo territorial de Murcia de RNE en RTVE Murcia, entre febrero y agosto de 2017 y después, entre febrero de 2018 y octubre de 2020 fue redactor, reportero y presentador sustituto del Informativo territorial de Andalucía de TVE en RTVE Andalucía.

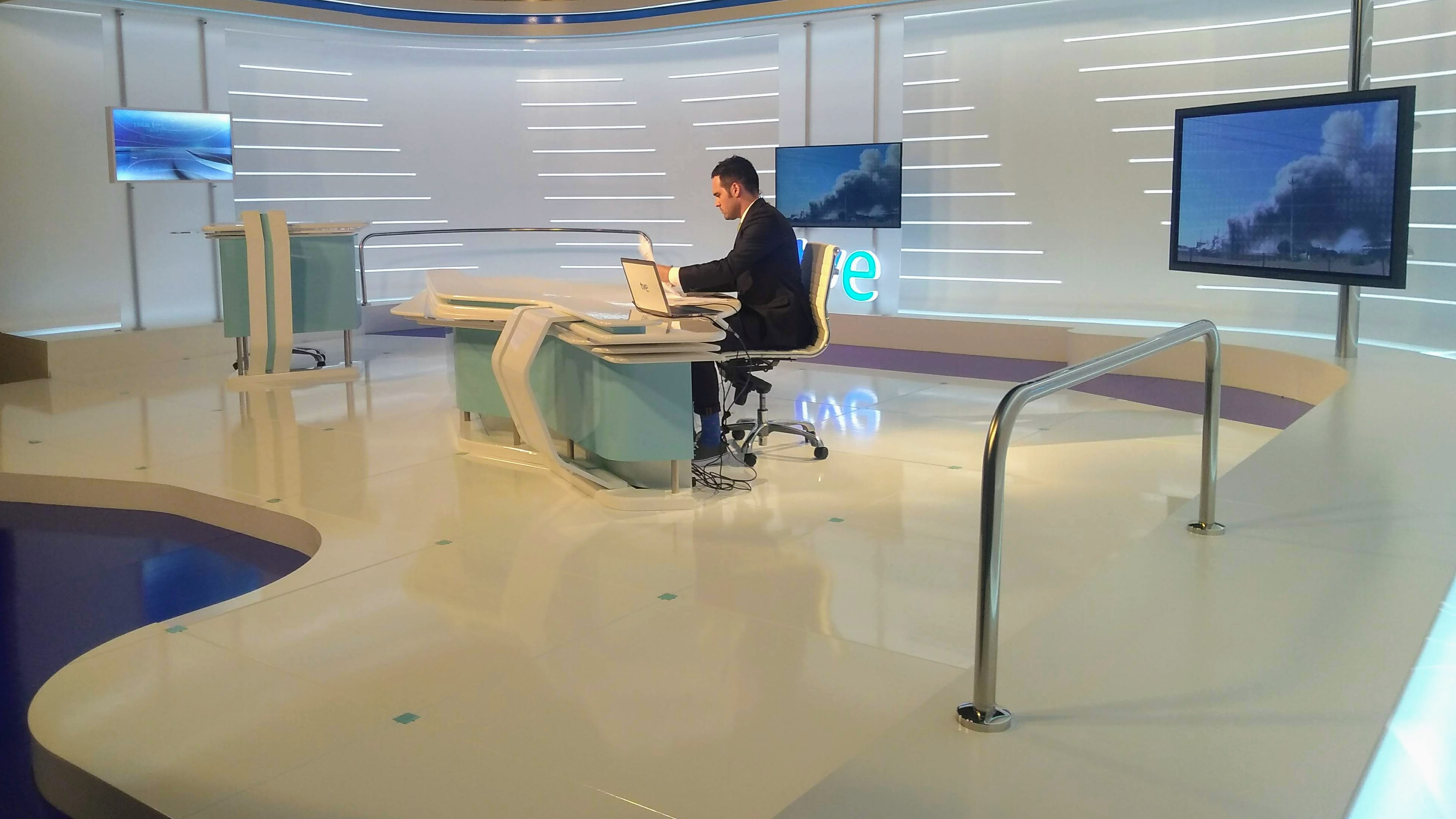
Adrián Arnau presentando el 'Informativo territorial' de TVE en el Centro Territorial de RTVE Andalucía en 2018

Entre sus labores en RTVE Andalucía se incluye la cobertura del narcotráfico en el Campo de Gibraltar, donde denunció las amenazas a las que se enfrentan los periodistas que cubren los sucesos relacionados con las actividades del narco. También ha participado como ponente en charlas divulgativas sobre este asunto. 
Rostro habitual en los directos desde Andalucía entre 2018 y 2020, adquiría una especial notoriedad en las Navidades de 2018 tras protagonizar un llamativo percance técnico en una conexión desde el Parlamento de Andalucía en Nochebuena, poco antes del tradicional Discurso de Navidad. Un imprevisto que el propio periodista compartió en Twitter, convirtiéndolo en un suceso viral en las redes sociales.

### Redacción Central de los Servicios Informativos de TVE (2020- actualidad)

#### Área de Sociedad del Telediario

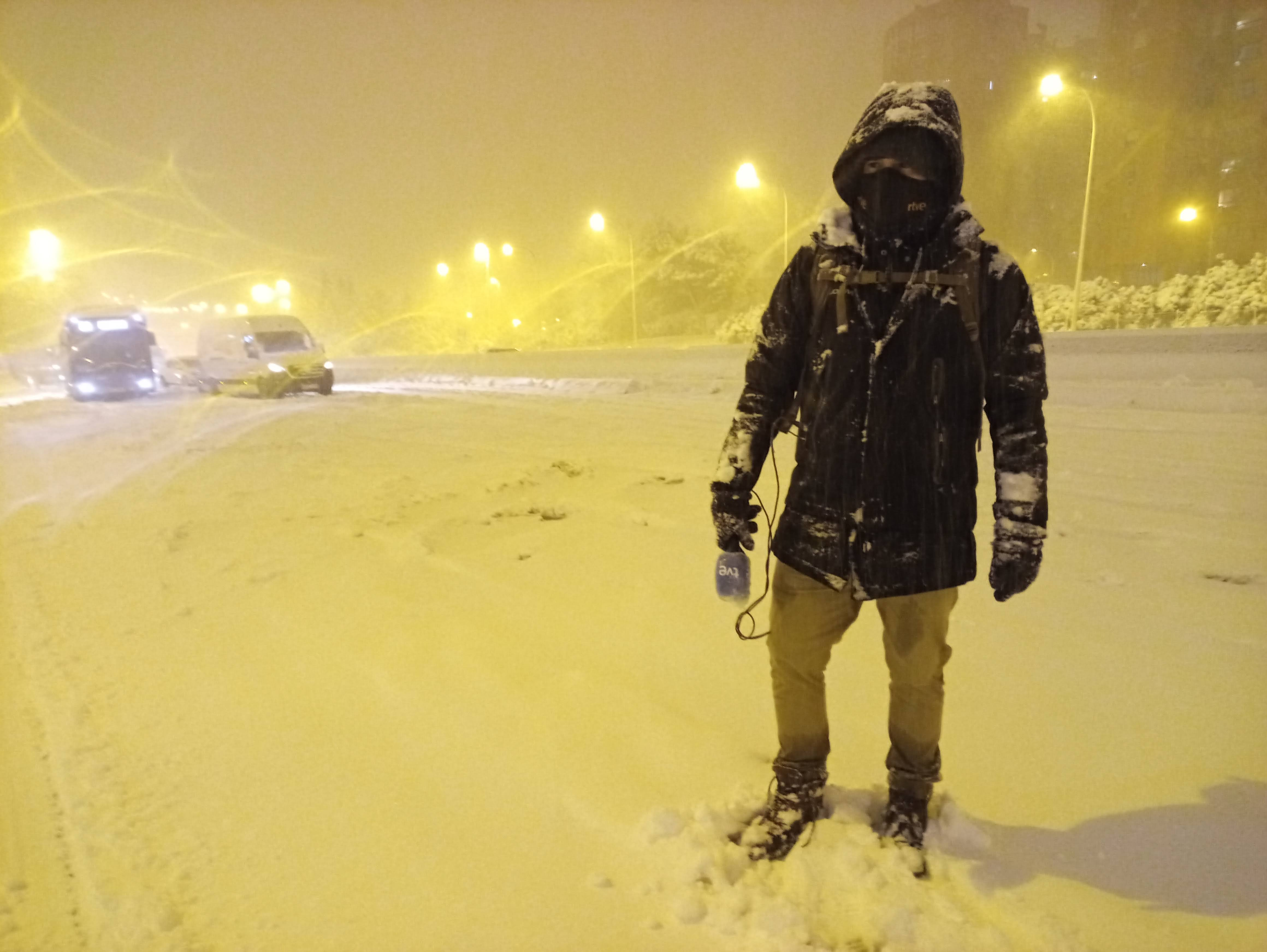
Cobertura de 'Filomena' para los Informativos de TVE en enero de 2021

En octubre de 2020 dejó RTVE Andalucía para pasar a ser redactor del Área de Sociedad en la sede central de los Informativos de TVE en Madrid. En esta etapa destacan sus directos sobre el terreno con coberturas como la tormenta de nieve que paralizó la capital durante el paso de la borrasca Filomena, las revueltas en Madrid por la detención del rapero Pablo Hasél o los incendios forestales que asolaron el norte de Extremadura en el verano de 2022.

#### Reportero del Canal 24 Horas
En enero de 2023 se incorpora a la redacción de informativos del 24 horas, donde ejerce actualmente como reportero especializado en directos y asuntos de temática social. Durante este periodo ha narrado en directo acontecimientos como las visitas del rey Juan Carlos a las regatas de Sangenjo, los festejos de Sanfermines, el Caso Rubiales, las tractoradas durante las protestas agrícolas, las  inundaciones por la DANA que asoló Valencia en octubre de 2024 o el apagón masivo que afectó al suroeste de Europa en abril de 2025, siendo uno de los primeros reporteros en retransmitir desde la calle sus consecuencias. 
En diciembre de 2024 adquiere la condición de personal de carácter fijo en la plantilla de informadores de RTVE tras superar, en quinta posición y entre más de 5.000 aspirantes inscritos, su proceso selectivo de concurso-oposición.